# Tortuga radiada
La tortuga radiada (Geochelone radiata) és una tortuga de la família Testudinidae del sud de Madagascar.

## Distribució i hàbitat
L'espècie és originària del sud de Madagascar, però també és present a les illes Maurici i La Reunió, on va ser introduïda per l'home.
Viu en regions àrides en climes subtropicals. Prefereixen les regions seques d'arbustos, boscos espinosos (Diderae), i els boscos del sud de Madagascar.

## Morfologia

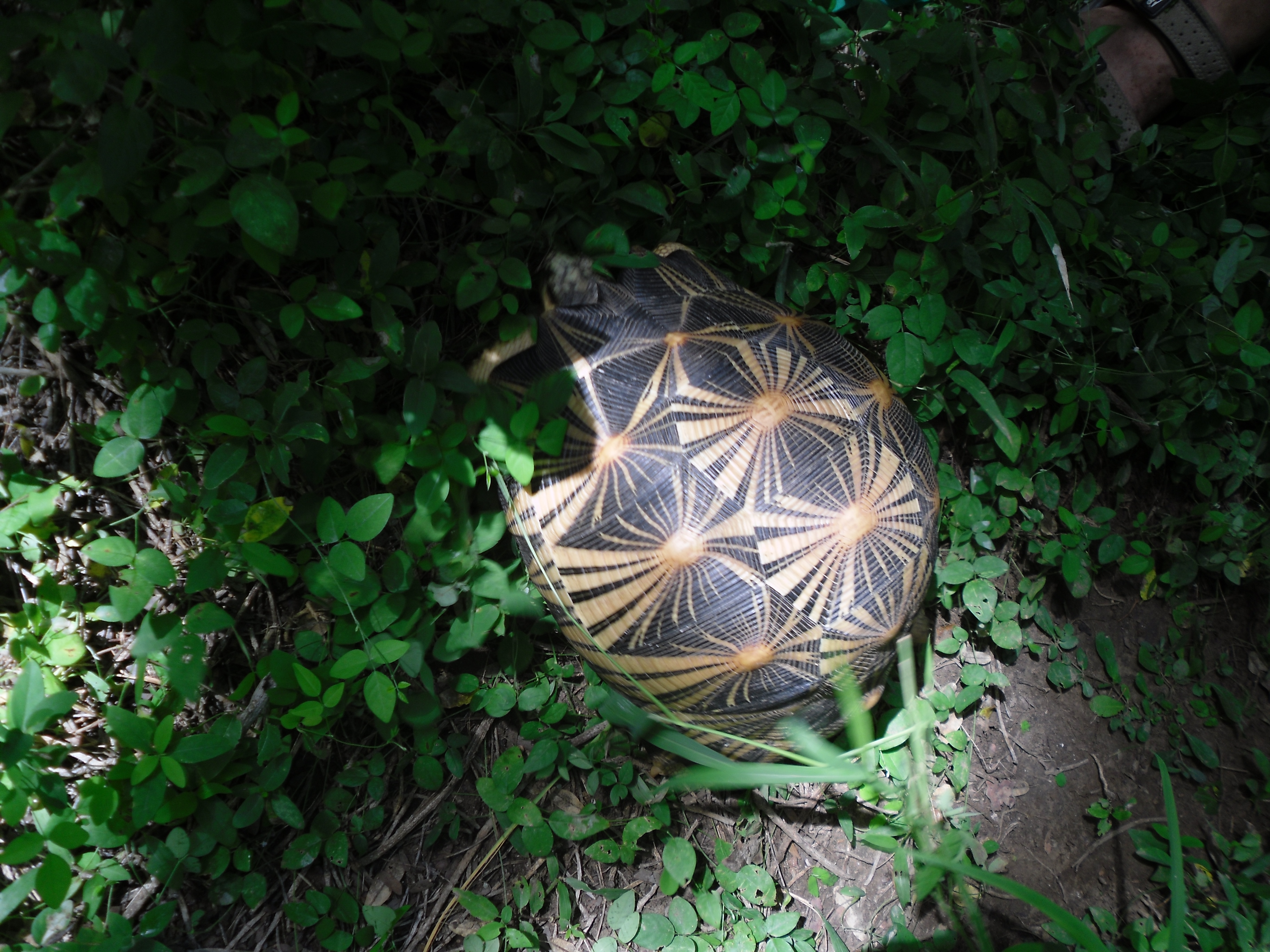
Tortuga radiada (G. radiata).

La tortuga radiada és una tortuga gran i molt atractiva, un mascle adult pot arribar fins als 40 cm de llarg i pot arribar a pesar 20 kg. Les femelles solen ser més petites (fins als 30 cm de longitud i 15 kg de pes). La tortuga radiada té una esperança de vida al voltant de 100 anys. Tui Malla, un espècimen que va regalar James Cook a la Reina de Tonga l'any 1773 va viure fins al 1965. Ara es conserva al museu d'Auckland (Nova Zelanda).
La tortuga radiada és considerada com una de les tortugues més boniques del món. La seva closca té una alta cúpula, té un cap camús, i els peus d'elefant. Les potes, els peus i el cap són de color groc a excepció d'un tros negre de mida variable a la part superior del cap.
La closca de la tortuga radiada és brillantment marcada amb línies grogues que irradien des del centre de cada placa fosca de la closca, d'aquí el seu nom. Aquesta "estrella" és més finament detallada i intricada que el patró normal d'altres espècies de tortuga d'estrelles estampades, com la tortuga estrellada de l'Índia. La tortuga radiada també és més gran que aquesta, i els escuts de la closca són suaus, i no s'aixequen en una forma irregular, piramidal, com es veu comunament en l'altra espècie. El seu dimorfisme sexual no és lleu. En comparació amb les femelles, els mascles de les tortugues radiades en general tenen cues més llargues i l'osca en el plastró sota de la cua és més notable.

## Alimentació
La tortuga radiada és exclusivament herbívora, s'alimenta de plantes, que constitueixen més del 90% de la seva dieta, fruites i plantes suculentes.

## Reproducció

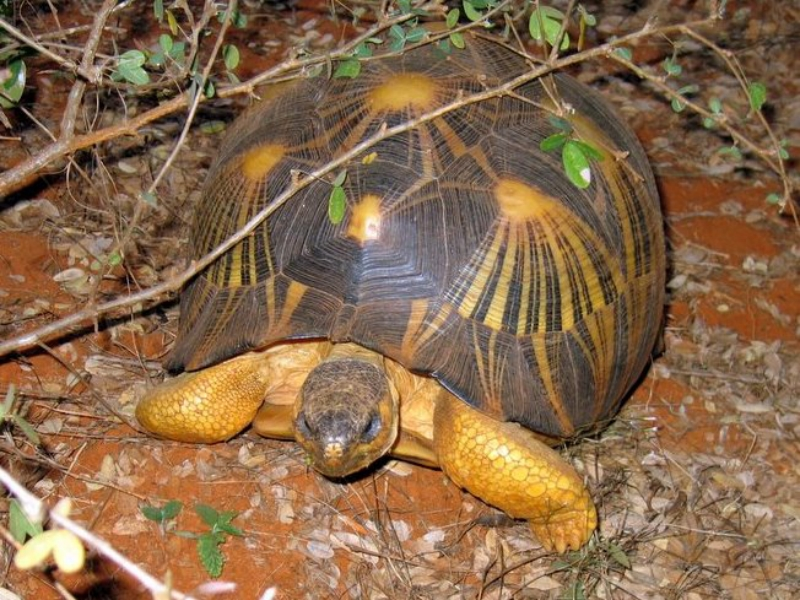
Tortuga radiada (G. radiata).

La maduresa sexual s'assoleix amb els 30 cm de longitud de la closca en els mascles i amb els 33 cm en les femelles. L'època de reproducció es produeix després de la temporada de pluges. Durant la posta la femella pon entre tres i dotze ous en un profund forat de 30 cm, que es desclouen després d'un període d'incubació que pot anar des dels 145 dies fins als 230 dies. Les postes poden ser més d'una a l'any i poden arribar a un màxim de 6 en alguns casos.
El mascle comença aquest procediment bastant sorollós movent el cap i olorant les potes del darrere de la femella i la claveguera. En alguns casos el mascle pot tombar la closca de la femella per evitar que s'allunyi. El mascle procedeix a muntar a la femella des del darrere, colpejant la regió anal de la seva closca. Xiulets i grunyits del mascle durant l'aparellament són comuns. Aquest és un procediment molt perillós i s'han registrat casos en què la closca de la femella s'ha trencat.
Les femelles ponen de tres a 12 ous en un forat excavat abans de 15 a 20 cm de profunditat. La incubació és molt llarga en aquesta espècie, que sol durar entre cinc i vuit mesos. Les cries fan entre 1,25-1,6 3,2 a 4 cm en el moment de l'eclosió. A diferència de la coloració groga dels adults, els joves són s'un color blanquinós.

## Conservació
L'espècie està inclosa en el CITES, Apèndix I de la Convenció de Washington, i és considerat com a vulnerable segons els criteris de la Llista Vermella de la UICN, especialment per la seva petita àrea de distribució. Per desgràcia, aquestes tortugues estan en perill d'extinció a causa de la pèrdua de l'hàbitat, sent caçades furtivament per l'alimentació, i sobreexplotades en el comerç de mascotes. La Convenció sobre el Comerç Internacional d'Espècies Amenaçades de Fauna i Flora Silvestres prohibeix la importació o exportació de l'espècie en la majoria de condicions. No obstant això, a causa de les males condicions econòmiques de Madagascar, moltes de les lleis són ignorades.
No hi ha estimacions de les poblacions silvestres, però els seus números estan disminuint, i les autoritats que molts veuen la possibilitat d'un ràpid descens fins a l'extinció en la naturalesa. En el llibre genealògic d'Amèrica del Nord, 332 exemplars apareixen com a participants en els programes de cria en captivitat, com el SSP (Pla de Supervivència d'Espècies). I l'organització francesa SOPTOM ha obert un centre a Madagascar per la seva conservació on es cria en captivitat.

## Classificació
L'espècie sempre ha estat del gènere Geochelone, però com era el cas d'altres espècies prèviament incloses en aquest gènere de grans dimensions, va ser assignada recentment a un nou gènere, Astrochelys, possiblement incloent també a l'espècie del nord de Madagascar, la tortuga angonoka.